# Гусман, Ванесса
Ванесса Гусман Ниэбла (исп. Vanessa Guzmán Niebla; 19 октября 1976, Мехико, Мексика) — мексиканская актриса.

## Биография
Ванесса Гусман Ниэбла родилась 19 октября 1976 года в Мехико (Мексика), выросла в Сьюдад-Хуаресе (штат Чиуауа).
Ванесса начала карьеру в 1995 году в качестве фотомодели. Начиная с 1998 года она также снимается в кино. Всего сыграла около 20-ти ролей.
До 2003 года Ванесса была замужем за актёром Эдуардо Родригесом (род. 1974). В этом браке Гусман родила своего первенца — сына Хосе Эдуардо Родригес.
С 2006 года Ванесса состоит в фактическом браке с актёром Уберто Бондони (род. 1975). В этих отношениях Гусман родила своего второго сына (род. 10 января 2008 г.).